# Лукьянчиков, Павел Михайлович
Павел Михайлович Лукьянчиков — советский хозяйственный и государственный деятель, Герой Социалистического Труда.

## Биография
Родился в 1928 году на Алтае. Член КПСС.
В 1963 — первый секретарь Могилёв-Подольского горкома КП Украины.
В 1963—1965 — парторг Ямпольского колхозно-совхозного районного производственного объединения.
В 1965—1982 — первый секретарь Ямпольского районного комитета КП Украины.
В 1982—1988 — председатель Винницкого областного комитета профсоюза работников сельского хозяйства.
Указом Президиума Верховного Совета СССР от 13 марта 1979 года присвоено звание Героя Социалистического Труда с вручением ордена Ленина и золотой медали «Серп и Молот».
Делегат XXV съезда КПСС.
Жил в Виннице.

## Награды и звания
- Герой Социалистического Труда (13.03.1979)
- Орден Ленина (08.04.1971, 13.03.1979)
- Орден Трудового Красного Знамени (14.02.1975)